# Pedomicrobium
Pedomicrobium ist eine Gattung von Bakterien der Ordnung der Hyphomicrobiales. Die Gattung zählt zu den „knospenden Bakterien“, es erfolgt keine binäre Zellteilung, stattdessen werden Tochterzellen an Hyphen gebildet.

## Erscheinungsbild

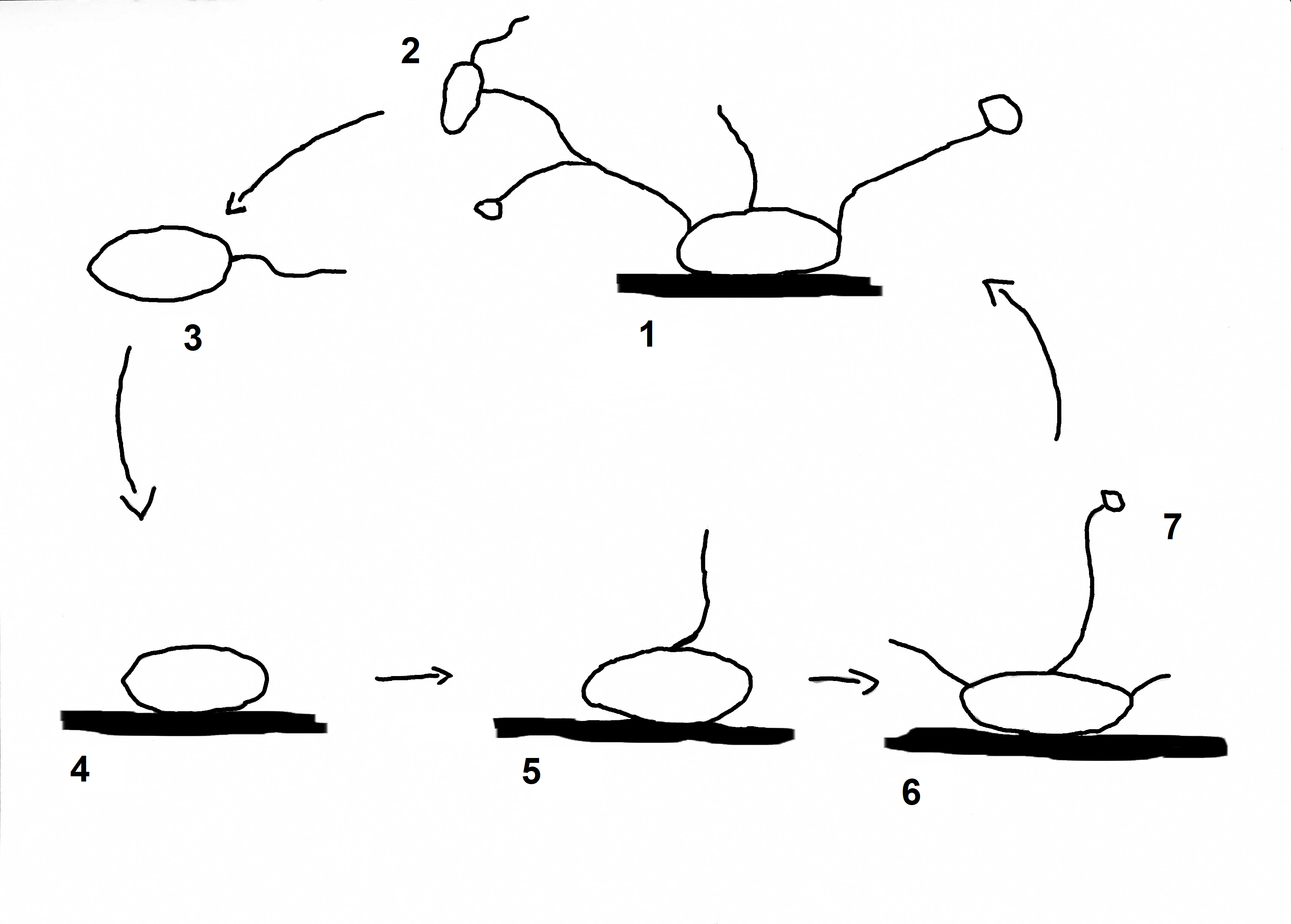
Lebenszyklus von Pedomicrobium.
1. Mutterzelle mit Hyphen und Knospen, 2. Knospen, 3. Schwärmer, 4. sich an feste Oberfläche heftende Zelle, 5. Bildung von Hyphen, 6. Mutterzelle mit Hyphen und beginnende Knospenbildung

Die Zellen der einzelnen Arten von Pedomicrobium sind oval, kugelförmig oder bohnenförmig. Auch Stäbchen treten auf. Die Vermehrung erfolgt durch Knospung. Hierbei werden an cytoplasmatischen Auswüchsen der Zelle, sogenannten Hyphen, Tochterzellen gebildet. Abhängig von der Art werden bis zu 5 Hyphen gebildet. Die Hyphen können auch Verzweigungen bilden. Mindestens ein Hyphenursprung ist seitlich an der Mutterzelle beheimatet, andere können auch an den Zellpolen erscheinen. Bildung von neuen Zellen erfolgt durch Knospenbildung an den Hyphenspitzen. Die Längsachse der neuen Zellen liegt hierbei senkrecht der Hyphenachse.
Die neu gebildeten Zellen bleiben entweder mit den Hyphen verbunden oder lösen sich als begeißelte Bakterien ab, sie werden dann als Schwärmer (englisch Swarmer cells) bezeichnet. Diese beweglichen Zellen können sich anschließend wieder am Boden festsetzten und neue Hyphen bilden.
Die Mutterzellen können auch miteinander verbunden sein und somit ein Netz aus verbundenen Zellen formen.
Die senkrechte Positionierung der Knospen an den Hyphenspitzen ist ein einzigartiges Merkmal der Gattung Pedomicrobium und kann zur Unterscheidung dieser Gattung von anderen hyphenbildenden Bakterien dienen, wie z. B. Hyphomicrobium, Hyphomonas, Hirschia, Dichotomicrobium und Rhodomicrobium.

## Wachstum und Stoffwechsel
Die Arten von Pedomicrobium sind chemo-organotroph. Als Kohlenstoffquelle wird Acetat genutzt, einige Stämme können auch andere Verbindungen nutzten, wie z. B. Pyruvat. Die Bakterien benötigen Sauerstoff (aerob). Das hauptsächlich vorkommende Quinon ist Ubichinon-10 (Q-10). Der GC-Gehalt der DNA beträgt 63 – 67 %.
Alle Arten zeigen Wachstum bei Temperaturen zwischen 20–30 °C und bei pH-Werten zwischen 7–9. Die Art P. ferrugineum wächst hierbei bei Temperaturen zwischen 10–43 °C, optimales Wachstum erfolgt bei Temperaturen zwischen 29–30 °C. P. americanum zeigt bei Temperaturen von 15–41 °C Wachstum, beste Temperaturen liegen zwischen 32–38 °C. P. ferrugineum wächst bei pH-Werten zwischen 3.5–10, bester pH-Wert für Wachstum ist 9.
Pedomicrobium bildet durch extrazelluläre Polymere dicke Zellkapseln.
Die Zugabe von Vitaminen in den Kolonien fördert das Wachstum, sind keine Vitamine vorhanden bilden sich pleomorphe Zellen die Granula von Poly-β-Hydroxybuttersäure bilden. Als organische Quellen für Stickstoff können von den meisten Bakterienstämmen von Pedomicrobium die Aminosäuren Glutamat, Aspartat, Glycin, Serin, Threonin und Valin genutzt werden. Einige Stämme können auch anorganische Stickstoffverbindungen nutzen, hierbei erfolgt allerdings nur schwaches Wachstum.
Die einzelnen Kulturen können gelb oder rotbraun bis dunkelbraun gefärbt sein, was auf die Oxidation von Eisen oder Mangan zurückzuführen ist. Es wird angenommen, dass die Bakterien den organischen Anteil von Eisen- und Mangan-Chelate, wie z. B. Eisenfulvate und Huminsäuren die in Böden gebildet werden, nutzen. Eisen- und Mangan wird dabei als Fe(III) und Mn(IV) an der Zelloberfläche abgelagert. Man spricht von eisen- bzw. manganfällenden Bakterien. Hierbei wird keine Energie gewonnen, wie es bei der Eisen- oder Manganatmung der Fall wäre. Es handelt sich also nicht um chemolithotrophe Bakterien die Eisen oder Mangan zur Energiegewinnung oxidieren.

## Systematik
Die Gattung Pedomicrobium zählt zu der Familie der Hyphomicrobiaceae. Sie gehören innerhalb der Bakterien zu der Abteilung Proteobacteria, dort zu der Klasse Alphaproteobacteria (α-Gruppe) und in die Ordnung Desulfuromonadales. Die Typart ist Pedomicrobium ferrugineum, sie wurde 1961 erstbeschrieben.
Von Pedomicrobium australicum, beschrieben von Rainer Gebers und Marita Beese im Jahr 1988, ist kein Stamm mehr vorhanden. Von daher wurde vorgeschlagen diese Art in der Systematik nicht mehr zu führen.
Im November 2019 wurden folgende Arten geführt:
- Pedomicrobium americanum Gebers and Beese 1988
- Pedomicrobium australicum Gebers and Beese 1988
- Pedomicrobium ferrugineum Aristovskaya 1961
- Pedomicrobium manganicum Aristovskaya 1961

## Ökologie
Die verschiedenen Funde stammen u. a. aus Böden, z. B. Podsol-Boden, Süßwasser, Meerwasser und eisenhaltigen Quellen.
Pedomicrobium kann auch an der Bildung von dem sogenannten Wüstenlack, engl. desert varnish oder rock varnish, beteiligt sein. Es handelt sich um meist glänzende und rötlich oder graphit gefärbte, dünne Auflagerungen auf Oberflächen von Gesteinen. Der Wüstenlack wird meist in Wüsten gebildet, tritt aber auch in tropischen und in Hochgebirgen auf. Er besteht hauptsächlich aus Tonmineralien mit eingelagerten Eisen- und Mangan-Oxiden an deren Bildung Pedomicrobium beteiligt ist.
Auch andere Bakterien, wie z. B. Metallogenium können an der Bildung der Eisen- und Manganoxide durch Oxidation beteiligt sein. Auch rein physikalische und chemische Prozesse können zur Bildung des Wüstenlackes führen.